# Fiori, Fiori, Fiori
Fiori, Fiori, Fiori! är en italiensk kortfilm från 2020, skriven, producerad och regisserad av Luca Guadagnino. I den spelar Maria Continella, Natalia Simeti, Claudio Gioè och David Kajganich.
Världspremiären av filmen ägde rum den 5 september 2020 på Filmfestivalen i Venedig.

## Rollista
- Maria Continella
- Natalia Simeti
- Claudio Gioè
- David Kajganich